# 歌川豊年
歌川 豊年（うたがわ とよとし、生没年不詳）とは、江戸時代の浮世絵師。

## 来歴
二代目歌川豊国の門人。初代歌川豊国の長男で俗名は長次郎（または直次郎）。放蕩して父の豊国から勘当され木版師になったが、父豊国の没後に二代目豊国の門人となる。作画期は文政から天保の頃にかけてで、天保2年（1831年）頃、二代目豊国作「風俗六玉川」のコマ絵を描く。他に摺物「七福神」を二代目豊国らと合作で描き、また横大判の版下絵「新判子供手遊一代守本尊掛物がく尽」が残る。大成しないうちに絵師を廃業または没したかといわれる。